# Herbert Bochow
Herbert Bochow (* 20. November 1906 in Eberstadt/Hessen; † 5. Juni 1942 in Berlin-Plötzensee) war ein deutscher Kommunist, Schriftsteller und Widerstandskämpfer.

## Leben
Herbert Bochow entstammte einer bürgerlichen Familie. Er gehörte zunächst zur völkischen Jugendbewegung und war Mitglied im nationalistisch-militaristischen Jungdeutschen Orden. Während seines Philosophiestudiums in Leipzig bekam er Verbindung zu sozialistischen Studenten und Künstlern, was dazu führte, dass er sich dem Studium des Marxismus widmete.
1929 wurde er Mitglied der Kommunistischen Partei Deutschlands, was dazu führte, dass seine Familie die weitere finanzielle Unterstützung des Studiums verweigerte. Bochow verdiente sich seinen Lebensunterhalt von nun an als Angestellter und er begann damit, seine künstlerische Begabung auch für den politischen Kampf zu nutzen.
Bochow schrieb Gedichte, Novellen und Theaterstücke. Hinzu kam eine Kantate über das Kommunistische Manifest und Szenen für die Leipziger Agitproptruppen der KPD. Und er wurde Mitglied im Bund proletarisch-revolutionärer Schriftsteller Deutschlands. Herbert Bochow war der beste Freund von Josef Schleifstein. Er schreibt, sein Name ist der einer berühmten Figuar im Roman "Nackt unter Wölfen" von Bruno Apitz, mit dem er befreundet war. Aber im Roman ist er eine symbolische, eine Phantasiefigur.
Nach der Ernennung Adolf Hitlers zum Reichskanzler und der damit verbundenen NS-Diktatur wurde Bochow verhaftet und in „Schutzhaft“ genommen. Bis Mai 1934 wurde er im KZ Sachsenburg gefangen gehalten. Bochow schloss sich nach der Haftentlassung dem Widerstand gegen den Nationalsozialismus an. Im November 1934 wurde er deshalb von der Gestapo verhaftet und er erhielt eine 18-monatige Gefängnisstrafe.
Nach seiner Entlassung im Sommer 1936 fand er Verbindungen zur Untergrundorganisation der KPD in Dresden. Zusammen mit dem Maler Fritz Schulze versuchte Bochow auch Kontakte zu bürgerlichen Hitlergegnern herzustellen. Dem daraus entstandenen Widerstandskreis in Dresden und Leipzig gehörten über 60 Mitglieder an. Zu dem Kreis gehörte unter anderem die Maler Albert Hensel und Eva Schulze-Knabe sowie der Elektriker Karl Stein. Und ab 1940 bekam Bochow auch Kontakt zur Rütli-Gruppe um Hanno Günther in Berlin.
Im Juni 1941 wurde Herbert Bochow zum dritten Mal verhaftet. Am 11. März 1942 erging gegen ihn ein Todesurteil, das am 5. Juni im Strafgefängnis Berlin-Plötzensee vollstreckt wurde.
Sein Sohn Frank Bochow wurde in der DDR Funktionär, Diplomat und Abgeordneter.

## Darstellung Bochows in der bildenden Kunst
- Fritz Schulze: Porträtstudie Herbert Bochow (1937, Kohlezeichnung, 50 × 35 cm)[2]

## Schriften
- Die schönste Kunst ist das Leben: Herbert Bochow – literarische Texte, Zeugnisse, Dokumente. Herausgeber: Paul Glier und Christel Hartinger. GNN-Verlag für Sachsen/Berlin, Schkeuditz 1998.

## Ehrungen
- Herbert-Bochow-Straße in Leipzig
- in Dresden gab es seit 1972 die POS Herbert Bochow, die bis zur Neugründung als Gymnasium 1992 und seit 1996 den Namen Marie-Curie-Gymnasium trägt.[3]